# Štefan Čáni
Plukovník Štefan Čáni (12. února 1900 Báčsky Petrovec – 20. května 1968 Bratislava) byl československý a slovenský důstojník a účastník Slovenského národního povstání.

## Život

### Mládí a první světová válka
Štefan Čáni se narodil 12. února 1900 v Báčském Petrovci na území rakousko-uherské Vojvodiny v rodině bankovního podúředníka Samuela Čáni a Ľudmily Migrové. Mezi lety 1906 a 1911 navštěvoval lidovou školu v Ružomberku, poté do roku 1917 studoval na klasickém piaristickém gymnáziu tamtéž. Středoškolské studium dokončil posledním ročníkem v roce 1918 na státním klasickém gymnáziu v Novém Sadu. Poté nastoupil prezenční vojenskou službu v jejímž rámci studoval na škole pro důstojníky v záloze. Na samotný závěr první světové války sloužil jako velitel čety na albánské frontě.

### Mezi světovými válkami
Po skončení první světové války se Štefan Čáni vrátil v prosinci 1918 do Československa. K 1. lednu 1919 se přihlásil do dobrovolnické jednotky v Rožomberku a z ní v březnu téhož roku přešel do řad regulérní československé armády. Následně se zúčastnil bojů proti Maďarům a poté sloužil v Šahách. Již jako poručík byl odvelen v roce 1921 do Prahy, kde setrval do roku 1924, kdy byl přemístěn k pluku útočné vozby do Milovic. Až na krátké intermezzo v Košicích v roce 1928 setrval v Milovicích do roku 1937, přičemž kariérně i hodnostně stoupal a vzdělával se. K 20. září 1937 byl převelen k 2. praporu útočné vozby do Vyškova, kde prožil i mnichovskou krizi.

### Druhá světová válka
V listopadu 1938 byl Štefan Čáni převelen do Bratislavy a v únoru 1939 do Turčianského Martina, kde ho zastihlo rozbití Československa a kde převzal velení praporu útočné vozby. Mezi červnem a srpnem 1941 a prosincem 1942 a červnem 1943 se dvakrát zúčastnil tažení proti Sovětskému svazu. Od 1. srpna 1943 zastával velitelské funkce v Bratislavě, dosáhl hodnosti plukovníka. V březnu 1944 odešel na zdravotní dovolenou. Hned po vypuknutí Slovenského národního povstání se přihlásil Turčianském Martině k dispozici. Přesunul se do Banské Bystrice odkud organizoval povstalecké obrněné jednotky. Zároveň řídil i práce na sestavení improvizovaných obrněných vlaků ve zvolenských železničních dílnách. Po porážce povstání byl Štefan Čáni 11. listopadu 1944 zajat Němci. Internován byl postupně v Ružomberku, Bratislavě, Kaisersteinbruchu v Rakousku a Altenburgu v Německu, kde byl v dubnu 1945 osvobozen Američany.

### Po druhé světové válce
Po skončení druhé světové války a zdravotní dovolené byl Štefan Čáni v říjnu 1945 ustanoven technickým zástupcem velitele tankových vojsk na Ministerstvu národní obrany v Praze. K 1. prosinci 1947 byl převelen na post dočasného velitele tankového vojska bratislavského vojenského okruhu, k 1. únoru 1948 byl status jeho funkce změněn na plnohodnotný. V květnu 1949 byl funkce zbaven a byl nucen odejít na dovolenou. Do výslužby byl přeložen k 1. lednu 1950, do října téhož roku pracoval jako úředník ve výrobním družstvu v Bratislavě. Od 1. listopadu 1951 byl v invalidním důchodu. Zemřel 20. května 1968 v Bratislavě.

## Rodina
Štefan Čáni se oženil s Terézií Vaňkovou. Manželství zůstalo bezdětné.

## Vyznamenání
- Československá medaile Vítězství
- Pamětní kříž dobrovolníka 1918-1919
- 1940 Pamětní medaile za obranu Slovenska v březnu 1939
- 1940 Vyznamenání Za hrdinství III. stupně
- 1941 Kříž světové války IV. stupně
- 1941 Kříž odboje III. stupně
- 1941 Vyznamenání Za hrdinství II. stupně
- Řád koruny krále Zvonimira I. stupně s meči
- 1945 Československá medaile Za zásluhy
- 1946 Řád Slovenského národního povstání II. stupně
- 1947 Československý válečný kříž 1939